# 김업이
김업이(金業伊, 1774년 ~ 1839년 5월 24일)는 조선의 천주교 박해 때에 순교한 한국 천주교의 103위 성인 중에 한 사람이다. 세례명은 막달레나(Magdalena)이다.
1839년 기해년의 천주교 박해의 첫번째 처형식이 5월 24일 한양 서소문에서 거행되었다. 그날 순교한 이들은 남자가 세 명 여자가 여섯 명으로 도합 아홉 명 이었다. 그들 중 김업이 막달레나와 김아기 아가타 그리고 한아기 바르바라 이렇게 세 명의 여성은 3년전에 체포되어 옥살이를 하고 있었다.

## 생애
김업이는 당시의 많은 다른 교우들과는 달리 유년 시절부터 천주교 신자였다. 그녀는 깊은 신앙을 가지고 어른으로 자라났다. 그녀의 마음속에서는 어떻게 하면 거룩한 삶을 살수 있는가에 대한 물음이 최우선시 되었다. 그녀는 한 명의 여성으로서 어떻게 하면 주님을 가장 잘 섬길수 있으며, 자신의 몸과 마음이 모두 교회의 가르침을 따르는데 전력을 기울일 수 있는지에 대해 열렬히 명상했다. 어릴 때 그녀는 순결을 지키기로 결심했는데, 그것이 그녀가 예수의 가르침을 따라 육신을 순수하게 지키는 유일한 방법이라 여겼기 때문이었다. 그러나, 그녀의 꿈은 채워지지 않았다. 그녀의 부모는 천주교도가 아녔기 때문에 그녀의 의향을 이해할 수 없었다. 혼기에 찬 그녀는 부모의 반대를 극복하지 못하고 결혼을 했다. 주님의 은총으로 인하여, 그녀는 교우를 남편으로 맞이했다, 그러나 불행히도, 얼마못가 그녀는 남편 뿐만 아니라 자식까지 여의었다. 그녀의 모친이 죽고, 그녀는 더 활발히 교회와 그녀의 신앙을 실천하는데 전념했다. 그녀는 이웃에게 천주교의 교리를 가르쳤다. 그녀의 상냥한 성격 덕에 많은 사람들이 그녀에게 배우는 것을 행복해 했다. 그 무렵, 조정은 천주교 박해를 시작했고, 그녀는 교회를 위해 필요로 하는 한 그녀의 삶을 기꺼이 바쳤다.
한아기는 그녀의 모친이 천주교 신자였기 때문에, 유년 시절부터 예수에 대해 배웠다. 어머니의 교육과 모범으로 인해, 그녀는 뿌리 깊은 신앙을 갖게 되었지만, 비신자와 결혼하게 되어 그것을 따르기를 포기했다. 하루는 그녀의 친정 어머니가 언제나 걱정거리로 여기는 시집간 딸을 보러 왔고, 집 밖에서 김업이를 만났다. 그들은 천주교 신자로서 서로를 알고 있었으므로, 한아기의 어머니는 김업이에게 인사하고 그녀의 손을 잡고 말했다. "막달레나 자매님. 어떻게 지내셨습니까?" "저는 하느님의 은총으로 그분께 감사하며 살고 있습니다. 그런데, 무슨 일로 오셨습니까?" "저는 항상 걱정거리인 시집간 제 딸을 보러 왔습니다. 우리가 만난 건 하느님의 뜻인가 봅니다. 그녀는 저보다 자매님의 말씀을 더 잘 들을 것 같아요. 우리 함께 가서 그녀에게 이야기해 봅시다." "사실, 분명 솔직히 말해서, 저는 그와 같은 기회를 기다리고 있었습니다."
그래서 한아기의 어머니와 김업이는 한아기를 회개토록 설득했다. 한아기에게는 은총의 시간이었다. 그녀는 과거의 잘못을 깊히 뉘우치고 그 뒤로부터 교리를 열심히 배우고 따랐으며 그리도스도교의 덕성을 훌륭히 실천하였다. 그녀는 30세 때 비극적으로 남편과 세 명의 자식을 잃었다. 그러한 불행 속에서도 그녀의 신앙은 전혀 약해지지 않았다. 그녀는 친정으로 돌아와 예비 신자들을 가르쳤으며 죽을 위험에 처해 있는 이웃의 자녀들에게 세례를 베풀었다. 그녀는 죄인들에게 개종할 것을 권고 했으며 금욕하며 순결히 살았다.
1836년 9월에 김업이와 한아기가 체포되었다. 김아기가 그들과 함께 체포되었는지 그녀의 집에서 체포되었는지는 확실치 않지만, 아무튼 그들 세 명은 같은 날에 구금되었다.
감옥에서 그들은 몇몇 다른 천주교인들의 무리 속에 있는 자신들을 발견했다. 주교의 제의를 숨겨 두었다가 고발된 남명혁 다미아노와 십자고상을 만들어 팔다가 고발된 권득인 베드로, 남편과 자식의 배교에도 불구하고 감옥에 남은 박아기 안나 그리고 이호영 베드로와 그의 누나 이소사 아가타도 투옥된 것이었다.
첫번째로 심문을 받은 사람은 박아기였다. 그녀는 고문에도 굴복하지 않았다. 그녀는 "제 남편과 제 아들이 배교한 것이 뭐 어때서요! 저는 저의 신앙을 지키고 그것을 위해 죽기를 택했습니다."라며 태연히 형리에게 말했다.
다음은 한아기였다. 그녀는 박아기보다 결코 적지 않은 용기로 고문을 견뎠고, 형리들이 고문을 끝냈을 때, 그녀의 몸은 피투성이가 되어 있었다. 그동안, 김업이는 포장에게 천주교 교리를 설명하는 것으로 그녀의 신앙을 증언하고 있었다.
다음은 김아기가 부름받았다. "네가 천주교회를 믿는다는 것이 사실이냐?" "저는 예수와 마리아 밖에는 아는 것이 없습니다." "예수와 마리아를 버려서 네 목숨을 구할 수 있다면, 그들을 버릴 수 있겠느냐?" "그들을 버릴 바에야 차라리 죽겠습니다." 그리고 그녀는 고문에도 불구하고, 그녀의 마음을 돌리려는 데에 설득 당하지 않았다. 그 광경을 본 포장은 그들을 모두 감옥으로 이송했다.
다른 천주교도 수감자들이 돌아온 김아기를 보고는 "여기 예수와 마리아밖에 모르는 김아기 아가타가 오셨다."라며 기쁘게 반겼다. 김아기는 교리와 기도문을 외우지 못하는 무능함 때문에 그 전까지는 세례를 받지 못하였다. 그녀는 박해의 기간 동안에 옥중에서 세례를 받은 첫번째 인물이다. 세례는 그녀에게 새로운 힘을 주었으며 그녀는 그 힘으로 혹독한 고문과 형벌을 견뎌냈다.
모든 심문과 재판이 끝난 후, 1839년 5월 11일에 남명혁과 권득인 그리고 박아기에게 사형 선고가 내려졌다. 다음날에는 이광헌 아우구스티노와 박희순 루치아 또한 사형을 선고받았다.
김업이와 한아기 그리고 김아기가 천주교 신앙을 버리기를 거부함으로 인하여 사형 선고를 받기까지는 사흘간의 심의가 더 있었다.
마침내 1939년 5월 24일이 찾아왔다. 그날의 사건은 조신철 가롤로에 의해 다음과 같이 묘사 되었다.:
| “ | 정해진 날에 보통 키의 사람보다 더 큰 십자가가 세워진 소달구지들이 감옥으로 보내졌다. 모두들 준비가 되어 있었고, 포졸들은 사형수들을 끌고 나와 그들의 팔과 머리카락을 십자가에 결박했다. 발받침대에 그들의 발이 놓여졌고, 출발 신호가 떨어졌다. 그들이 서소문 앞의 내리막길에 왔을 때, 포졸들은 갑자기 발받침대를 치워 버렸고, 달구지꾼들은 소들이 곧바로 내리뛰도록 다그쳤다. 길은 거친 자갈밭이었으므로, 달구지가 덜컹거리며 팔과 머리카락이 십자가에 묶인 죄수들에게 극심한 고통을 야기했다. 그 내리막길 밑에 사형장이 있었다. 포졸들은 죄수들을 십자가에서 끌어내리고 그들의 옷을 벗겼다. 망나니들은 그들의 머리카락을 들보에 묶은 뒤 그들의 목을 베었다. | ” |

십수세기 전에 예수가 십자가에서 숨을 거둘 때와 같은 시간인 오후 세 시에, 아홉명의 순교자가 영관을 썼다. 형법에 따라서 시신들은 사흘간 사형장에 방치되었다.
당시를 기록한 형조 문서에는 이렇게 쓰여져 있다.:
| “ | 4월 12일, 아무런 죄도 없는 이광헌과 권득인 등이 그릇된 종교를 추종하였기 때문에 처형받았다. | ” |

앵베르 주교는 다음과 같이 기술했다.:
| “ | 4월 27일의 새벽에 우리는 가까스로 시신들을 되찾았다. 우리는 내가 일찍이 마련해 둔 묘지에 그 순교자들의 시신을 묻었다. 나는 유럽식으로 그들에게 좋은 옷을 입히고 값비싼 향수를 뿌리고 성유를 발라주고 싶었다. 그러나, 우리는 가난했고 그런 식으로 시신들을 입히는 것은 신자들에게 부담이 될 것이 뻔했기 때문에, 우리는 그들을 겨우 멍석으로 감쌌다. 지금 우리는 천국에 많은 보호자를 모셨다. 나는 조선에 종교의 자유가 찾아올 것이라고 믿으며, 그 날이 오면, 이 시신들은 귀중한 유산이 될 것이다. | ” |

## 시복 · 시성
김업이 막달레나와 김아기 아가타 그리고 한아기 바르바라는 1925년 7월 5일에 로마 성 베드로 광장에서 교황 비오 11세가 집전한 79위 시복식을 통해 복자 품에 올랐고, 1984년 5월 6일에 서울특별시 여의도에서 한국 천주교 창립 200주년을 기념하여 방한한 교황 요한 바오로 2세가 집전한 미사 중 이뤄진 103위 시성식을 통해 성인 품에 올랐다.

## 참고 문헌
- (영어) Catholic Bishop's Conference Of Korea. 103 Martryr Saints: 김업이 막달레나 Magdalena Kim Ob-i 보관됨 2014-10-06 - 웨이백 머신